# 魯特縣 (科羅拉多州)
魯特县（英語：Routt County）是美国科羅拉多州西北部的一個縣，北鄰怀俄明州，面積6,133平方公里。根據2020年美國人口普查，共有人口24,829人。縣治斯廷博特斯普林斯（Steamboat Springs）。該縣成立於1877年1月29日，縣名紀念科罗拉多领地最後一任總督，也是建州後首任州長約翰·L·魯特（John L. Routt）。